# Романовка (Киевская область)
Романовка (укр. Романівка, до 2016 г. — Орджоникидзе) — село в составе Полесского района Киевской области с 25 декабря 1978, до этого входило в Иванковский район Киевской области УССР.
Население по переписи 2001 года составляло 182 человека. Почтовый индекс — 07051. Телефонный код — 4592. Занимает площадь 6 км². Код КОАТУУ — 3223587401.

## Местный совет
07051, Київська обл., Поліський р-н, с. Орджонікідзе, вул. Миру, 13